# MIRC
mIRC är ett datorprogram skapat av Khaled Mardam-Bey och är en av de mest populära klienterna för chattprotokollet IRC för Windows. Programmets ställning är så dominerande att begreppen Mirc och IRC ibland förväxlas. 
I sin barndom var programmet mycket impopulärt bland användare av andra klienter, eftersom Mirc självsvåldigt introducerade ett sätt att skicka text med olika färg och attribut som fet text och/eller understruken text, vilket på andra klienter bara såg ut som en konstig teckenkod. Numera har dock de flesta andra klienter tvingats anpassa sig på grund av Mircs dominans och teckenkoderna ses numera nästan som en standard på IRC. 
En av orsakerna till att Mirc har blivit så populärt är dess skriptspråk som tillåter användarna att skriva egna skript, dessa skript lägger till funktioner eller ändrar mIRCs utseende. Numera finns en mängd avancerade funktioner i skriptspråket vilket ger användaren möjlighet att använda DLL-filer, sockets, COM-objekt, hash-tabeller och mycket mer.
Mirc ges ut under en 30 dagars shareware-licens, men är fortfarande fullt funktionellt efter prövotiden.

## MSL (mIRC Scripting Language)
I mIRC kan man göra egna scripts som låter klienten göra saker automatiskt eller utföra kommandon när klienten blir tillsagd, som en robot (a.k.a RoBot). Det finns bland annat script skrivna i MSL som automatiskt övervakar ett chattrum och slänger ut användare som använder grovt språk.

### Exempel

#### "Hello world"
Nedanstående skript skriver ut "Hello world!" i det aktiva mIRC-fönstret.
```
echo -a Hello world!
```

#### Loopar
I MSL finns while-loopar (dock inga for-loopar). Nedanstående kod definierar en funktion (känt som alias i MSL) som skriver ut talen 0–9.
```
alias firstTen {
  var %i = 0
  while (%i < 10) {
    echo -a %i
  }
}
```

#### Knappbindningar
mIRC och MSL har bara stöd för att binda knapparna F1–F12.
```
; När man trycker på F1 skrivs ens eget nickname ut.
alias F1 {
  echo -a $me
}

; När man håller i 
Ctrl
 och trycker på F1 skrivs kanalens namn ut.
alias cF1 {
  echo -a $chan
}

; När man håller i 
skift
 och trycker F11 lämnar man den aktiva kanalen.
alias sF11 {
  part $chan
}
```